# (74105) 1998 QW35
(74105) 1998 QW35 – planetoida z pasa głównego asteroid okrążająca Słońce w ciągu 4,22 lat w średniej odległości 2,61 j.a. Odkryta 17 sierpnia 1998 roku.